# 大東京市歌
「大東京市歌」（だいとうきょうしか）は、かつて存在した日本の東京市が、1932年（昭和7年）10月1日の周辺の町村編入により、15区から35区へ市域を拡大したことを記念し、東京日日新聞が東京市の協賛を得て選定した記念歌。梯道雄作歌、船橋栄吉作曲。

## 歌詞

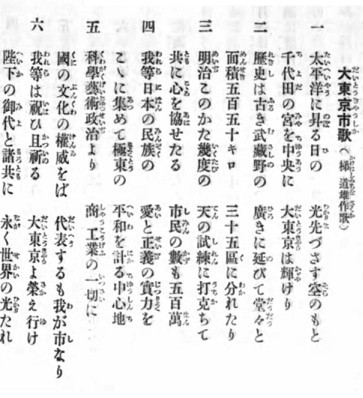
大東京市歌